# Lieu de culte
Un lieu de culte est un endroit, généralement un édifice, dans lequel se réunissent les pratiquants d'une religion pour prier et célébrer un culte au cours de cérémonies organisées. Les lieux de culte ont souvent - mais pas toujours - un caractère sacré permanent aux yeux des croyants. Leur architecture est particulière en ce sens que la structure même des édifices, et leur agencement intérieur, reflète la dimension transcendante de l'homme et cherche à le conduire vers l'intériorité, la méditation et la réflexion.  Les idéologies religieuses de même que les cultures locales influencent l'architecture religieuse. 
Des lieux naturels (montagnes, forêts, rivières) peuvent être choisis comme lieux de culte, et même avoir un caractère sacré et permanent - comme dans le chamanisme -  s'ils ont les mêmes caractéristiques de transcendance et d'intériorité. 
Par ailleurs, certains édifices, tels les stupas et certains monuments funéraires, relèvent de l'architecture religieuse sans être lieux de culte.

## Avant l'ère chrétienne

### Religion romaine
- Temple romain
- Fanum

### Religion grecque
- Temple grec

### Religion égyptienne
- Temple égyptien

### Zoroastrisme
- Temple du feu

### Culte de Mithra
- Mithraeum

### Religion étrusque
- Temple étrusque

### Religion mésopotamienne
- Ziggurat

## Christianisme

### Catholicisme
- Basilique
- Cathédrale
- Chapelle
- Collégiale
- Conjuratoire
- Monastère
- Église
- Oratoire

### Protestantisme
- Église
- Sanctuaire
- Temple
- Dôme
- Crypte

### Orthodoxie
- Architecture byzantine

## Autres religions abrahamiques

### Judaïsme
- Synagogue
- Temple de Jérusalem

### Islam
- Mosquée
- La Mecque

### Bahaïsme
- Maison d'adoration

### Mormonisme
- Église
- Temple

## Religions dharmiques

### Hindouisme
- Mandir

### Bouddhisme
- Pagode
- Stūpa

### Jaïnisme
- Temple Jaïn (v. Arts jaïn)

### Sikhisme
- Gurdwārā

### Taoïsme
- Sakado Seitenkyû

## Autres religions

### Shintoïsme
- Sanctuaire shinto

## Lieux de culte multiconfessionnels
Dans l'histoire, en fonction des changements de majorité dans la confession des habitants d'un territoire on a pu voir des lieux de culte changer de destination : cathédrales devenant mosquées (Sainte Sophie) ou l'inverse (Mezquita de Cordoue). De nos jours l'actuelle mosquée Jamme Masjid de Brick Lane, à Londres a fait office de temple protestant, au temps des huguenots, avant de se transformer en synagogue, puis en mosquée récemment. À Testour (Tunisie), la grande mosquée construite au XVIIe siècle porte sur son minaret des décorations en forme de croix et d'étoiles de David. En France, au début de l'été 2015, Dalil Boubakeur, recteur de la Grande Mosquée de Paris a suggéré de transformer les églises inutilisées en mosquées avant de revenir sur sa proposition. 
Dans certains lieux particuliers, comme les aéroports ou les hôpitaux on peut trouver des lieux de recueillement multiconfessionnels.
Une autre catégorie de lieux de culte se développe également intégrant dès la construction de l'édifice le caractère multiconfessionnel comme le Temple de Moncton au Canada ou le projet « Friday, saturday, sunday » des architectes britanniques Leon, Lloyd et Saleem, le projet « Tri Faith » à Omaha (Nebraska, États-Unis) ou le projet « House of One » à Berlin.

## Galerie d'images

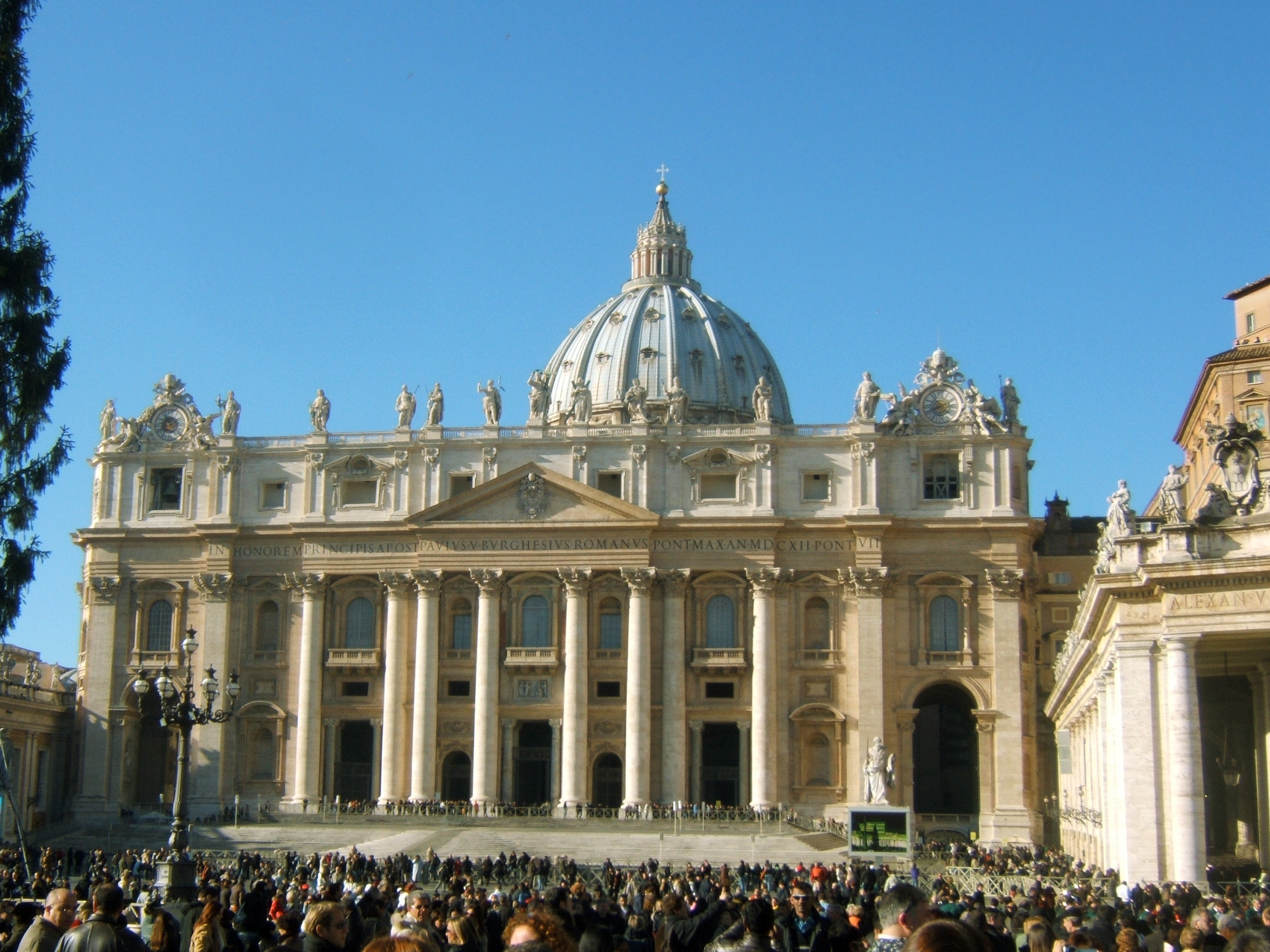
Basilique Saint-Pierre au Vatican
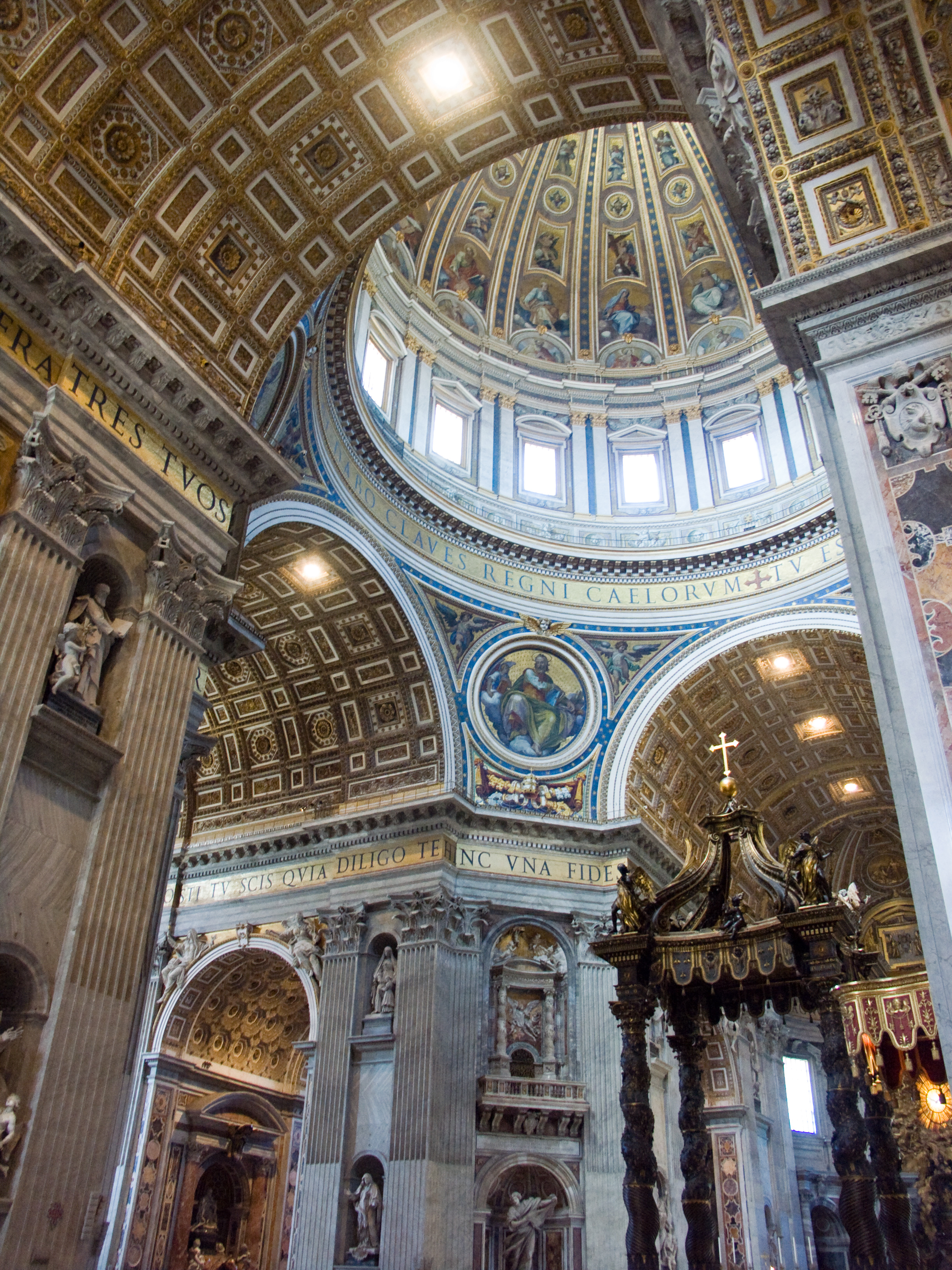
Voûte de la basilique Saint-Pierre au Vatican
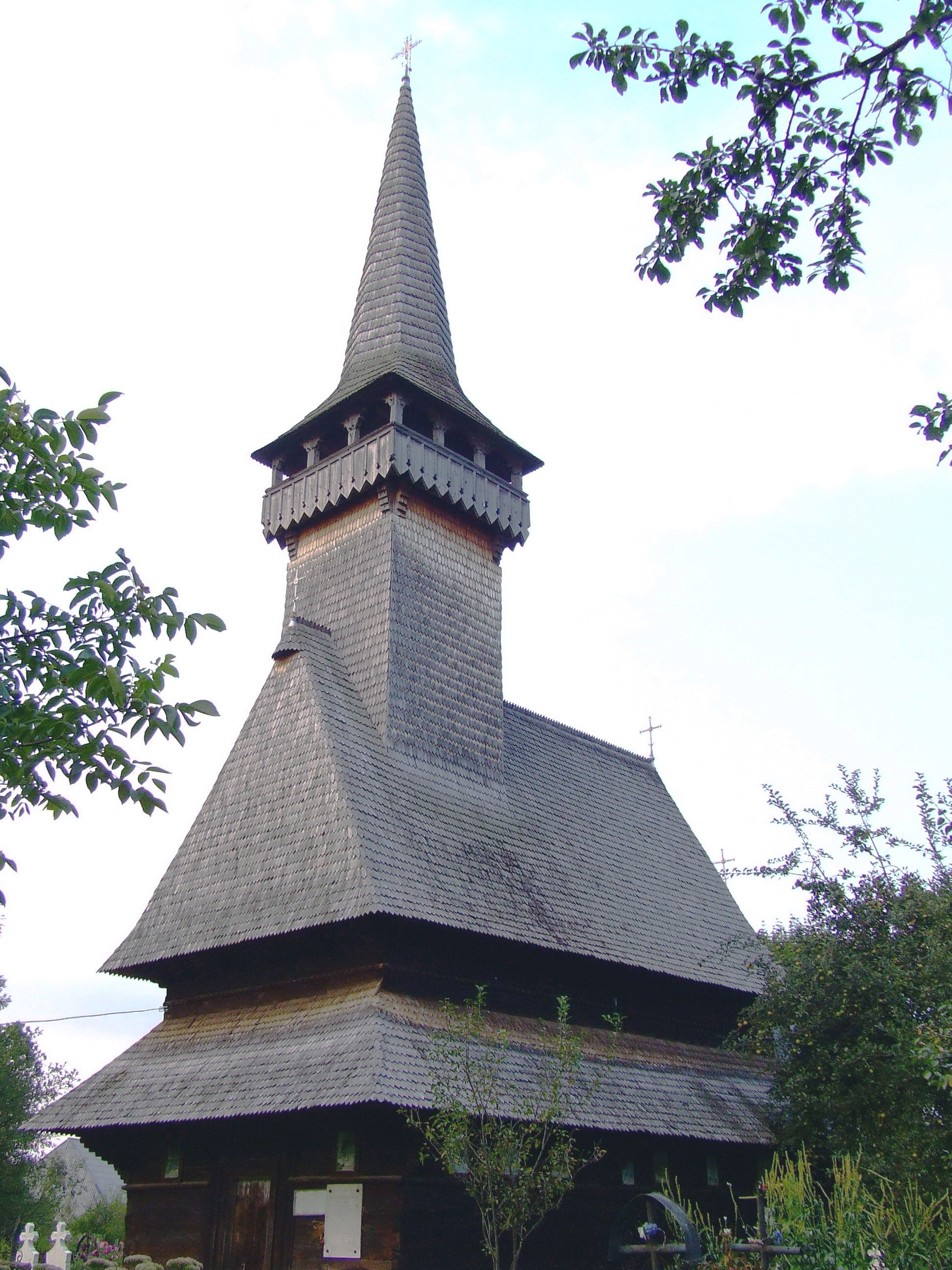
Église en bois typique des Maramureș (Roumanie)
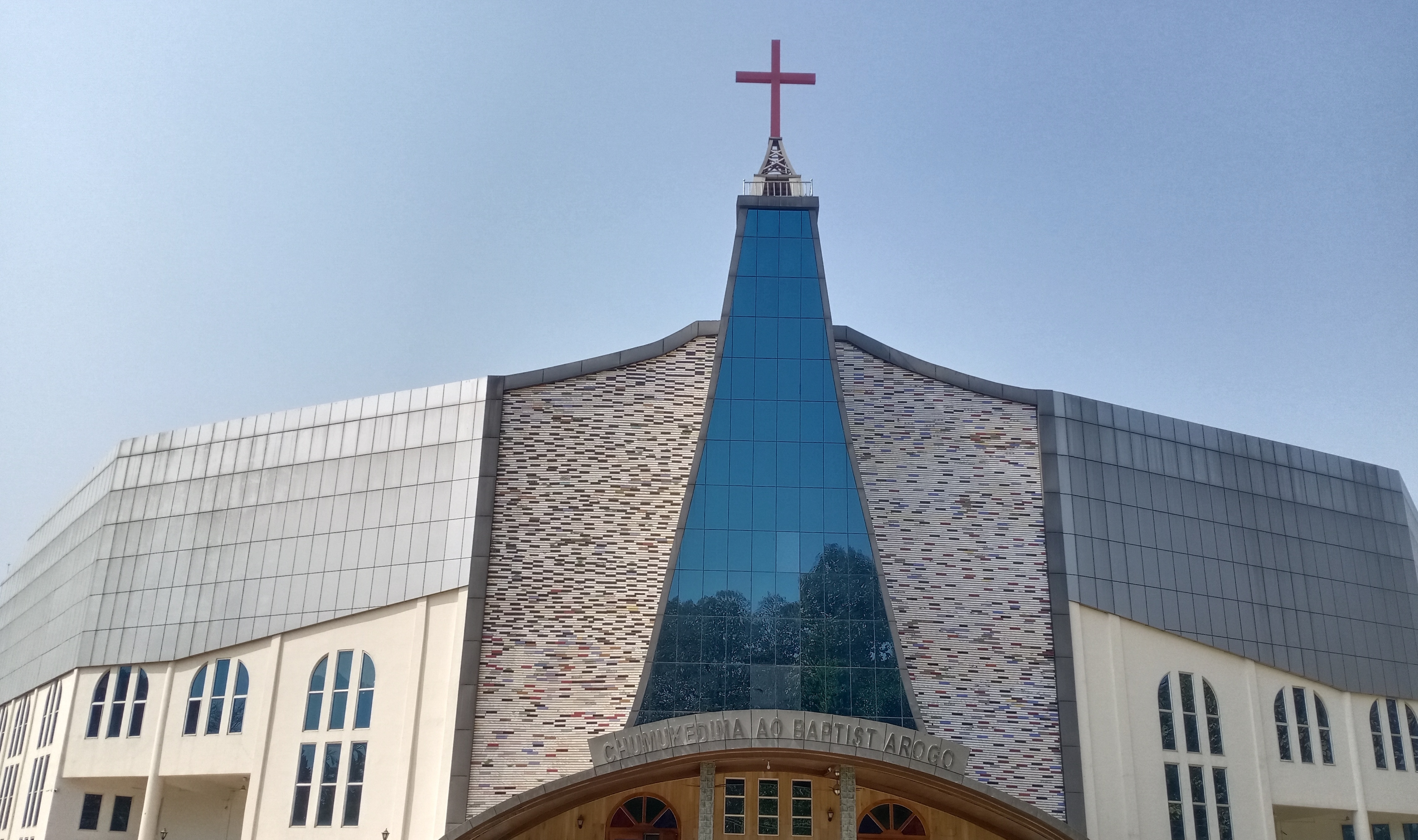
Bâtiment de l’Église baptiste Ao de Chumukedima, Kohima, affiliée au Conseil de l'église baptiste du Nagaland (Inde).
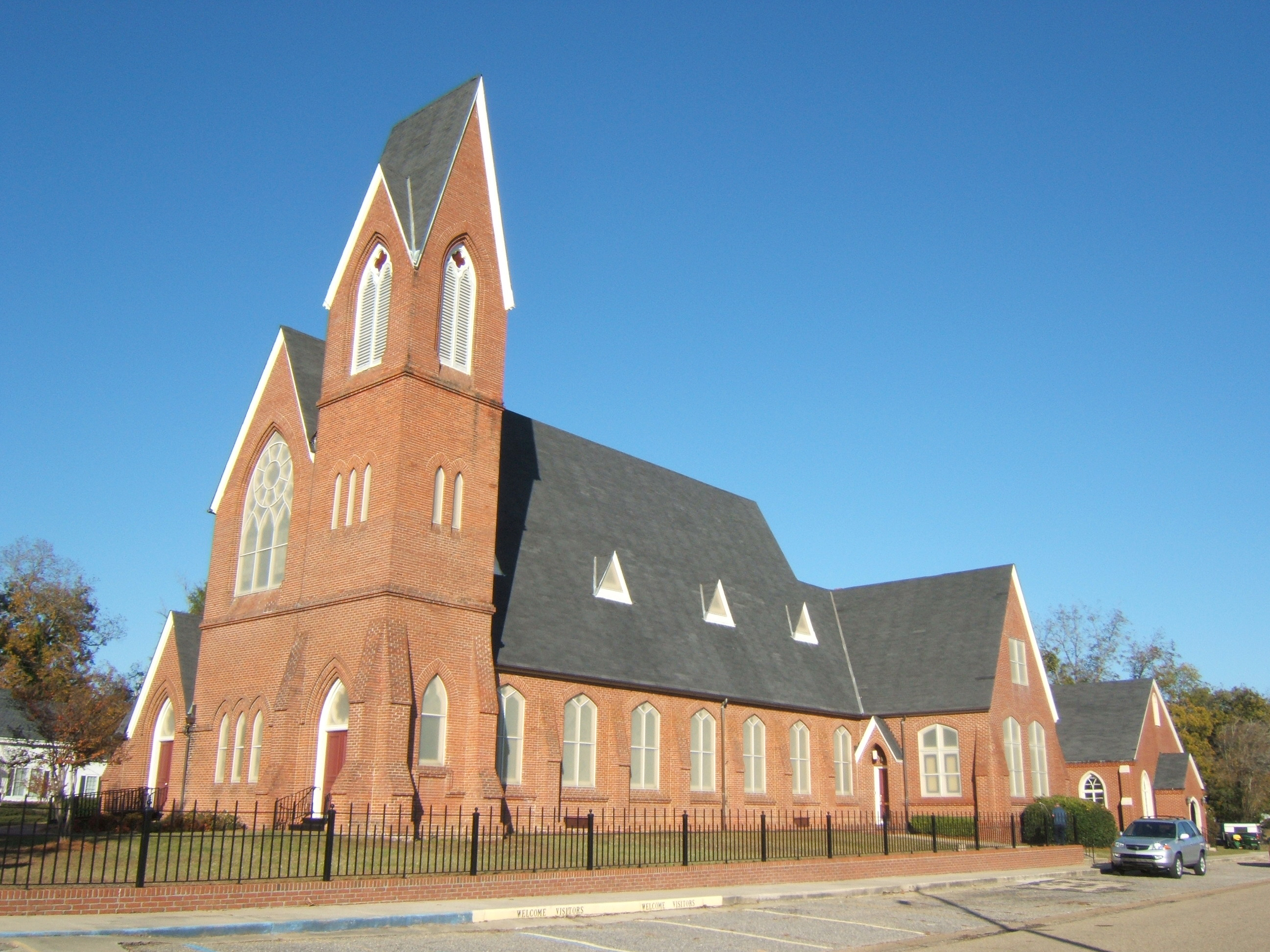
L'Église Presbyterienne d'Eufaula, en Alabama. Construite dans le style gothique victorien en 1869, elle avait à l'origine un toit polychrome orné d'une crête métallique tout au long de son faîtage
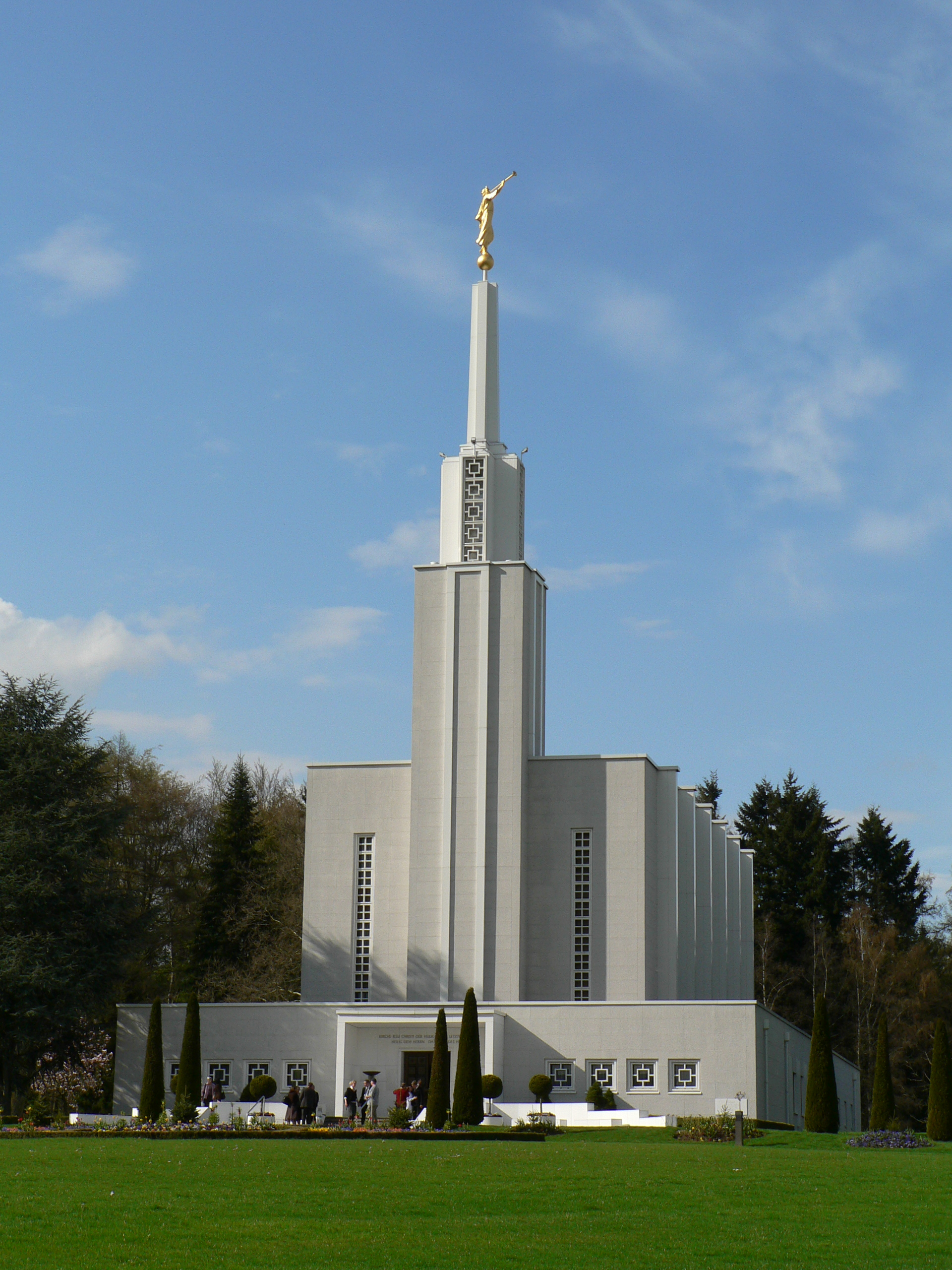
Temple mormon de Berne (Suisse)
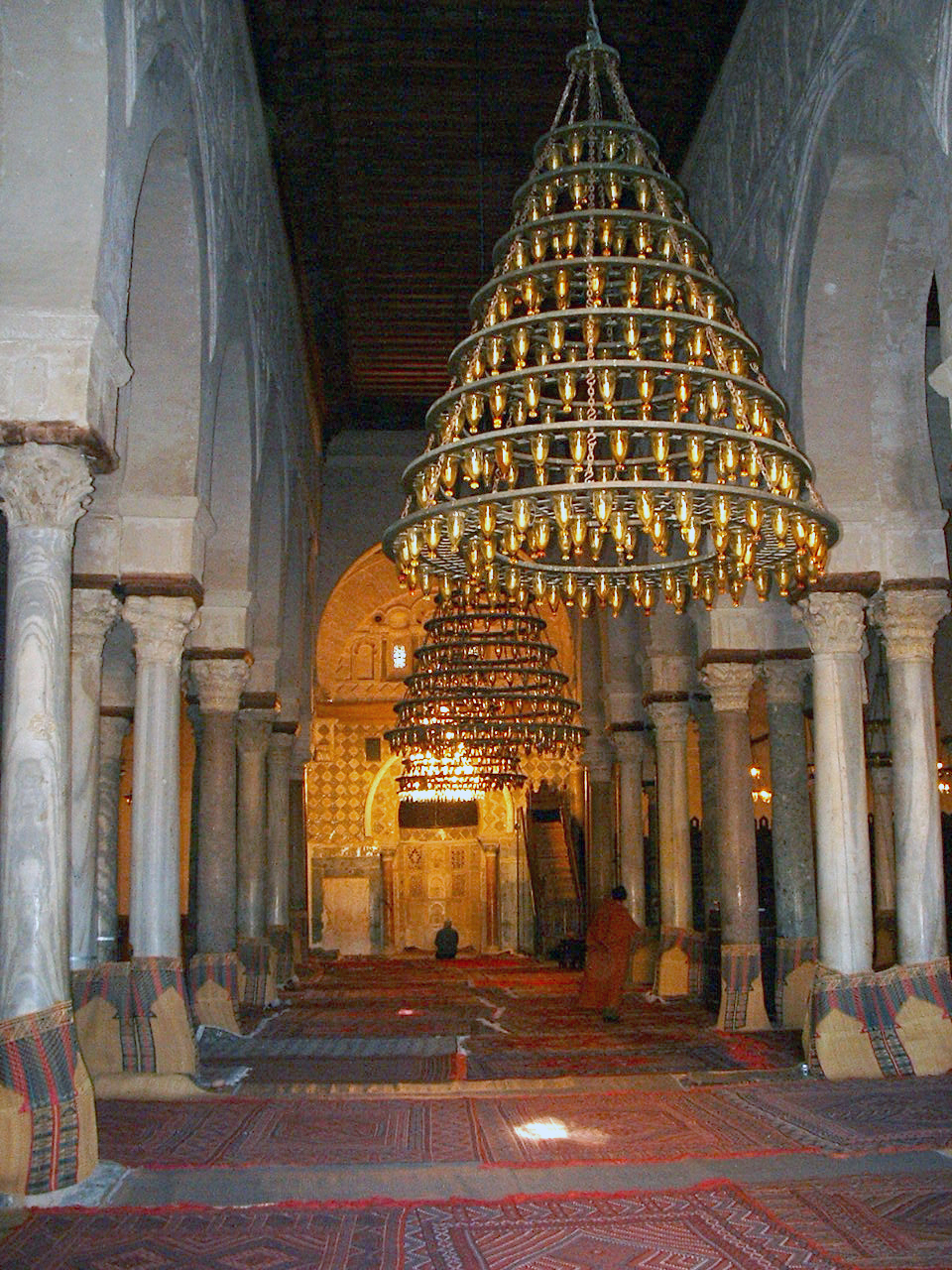
Salle de prière de la grande mosquée de Kairouan ; cette mosquée est le plus ancien et le plus important lieu du culte musulman d'Afrique du Nord
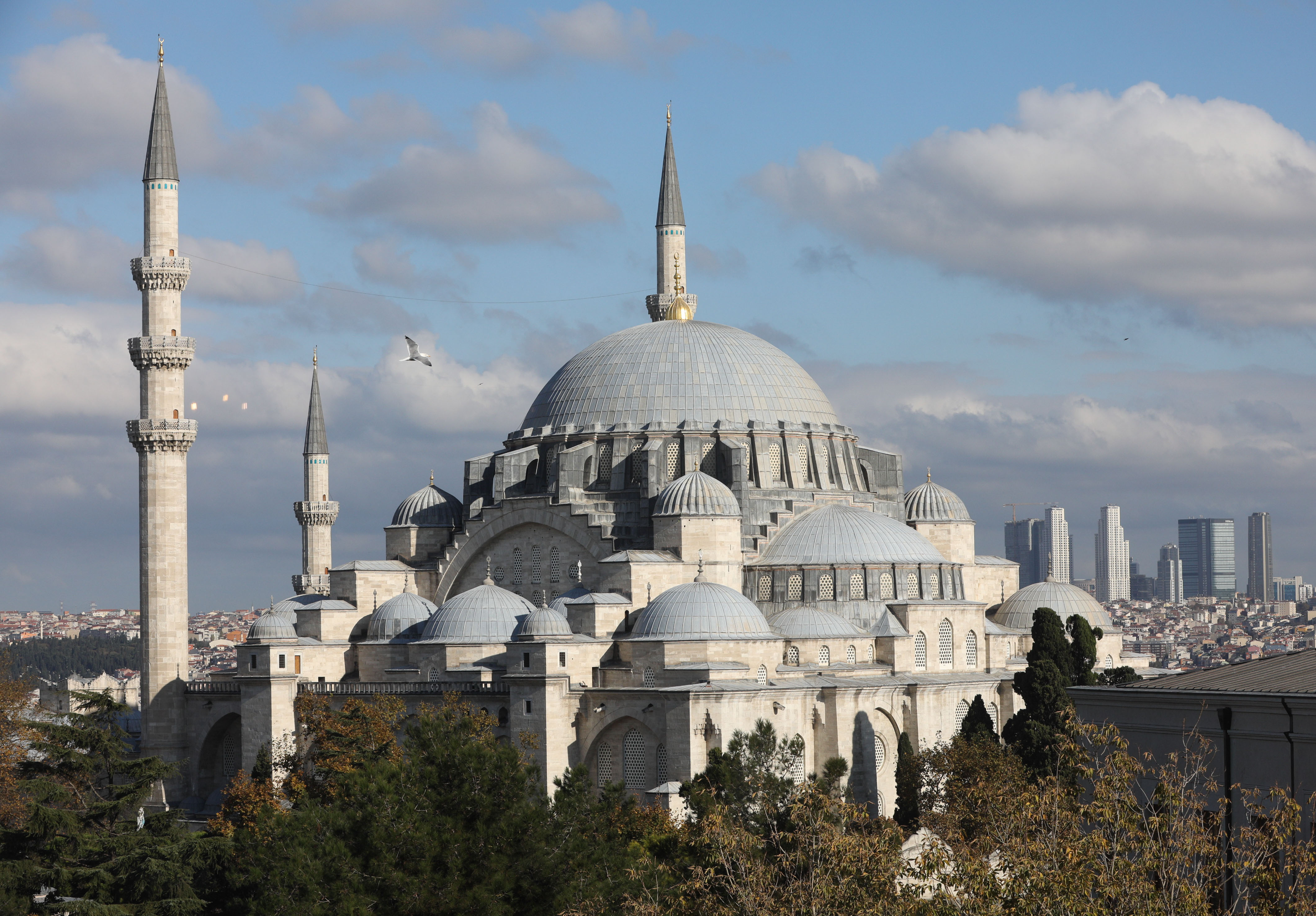
Mosquée Suleymaniya d'Istanbul, en Turquie
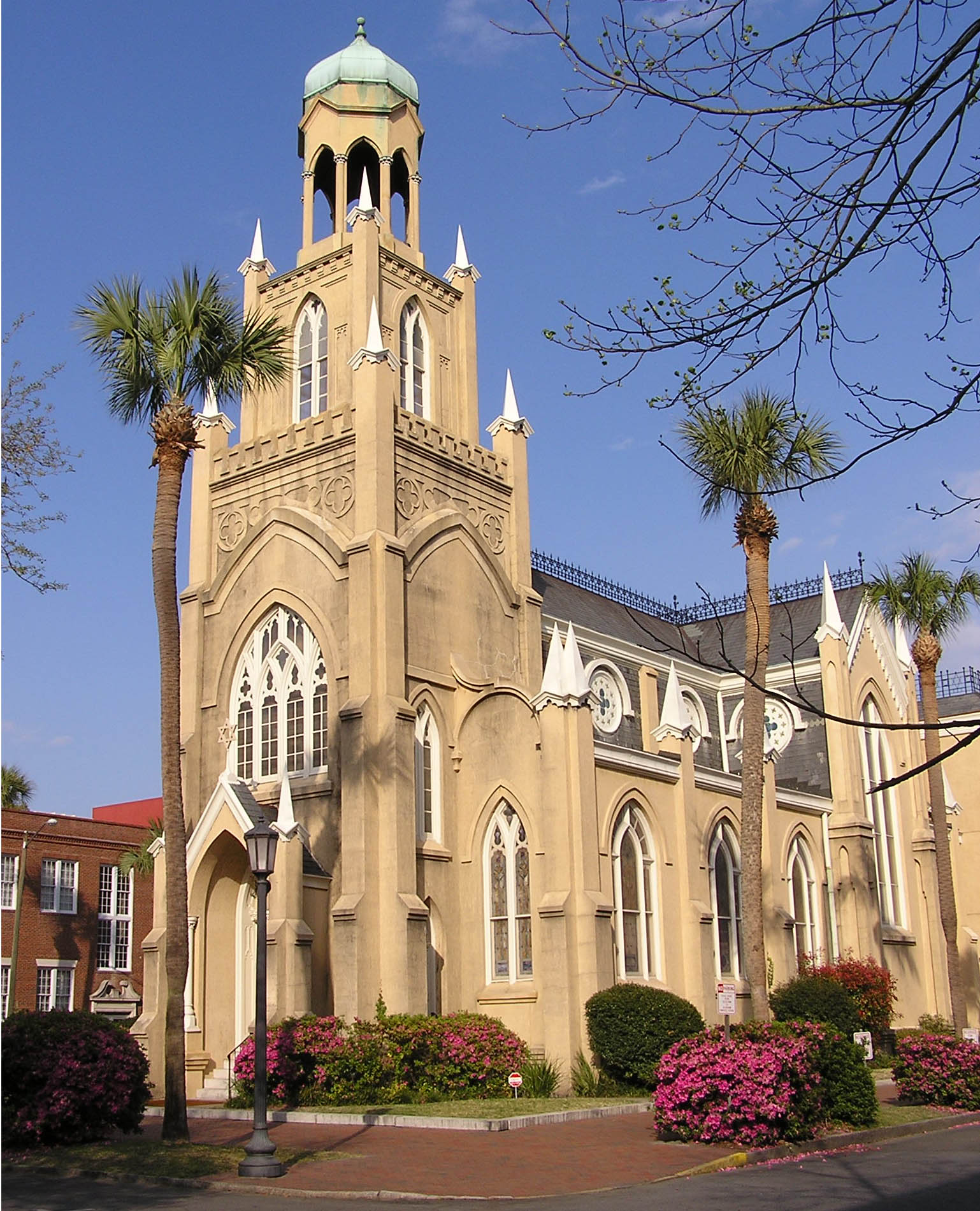
Synagogue Mickve Israel à Savannah de style gothique
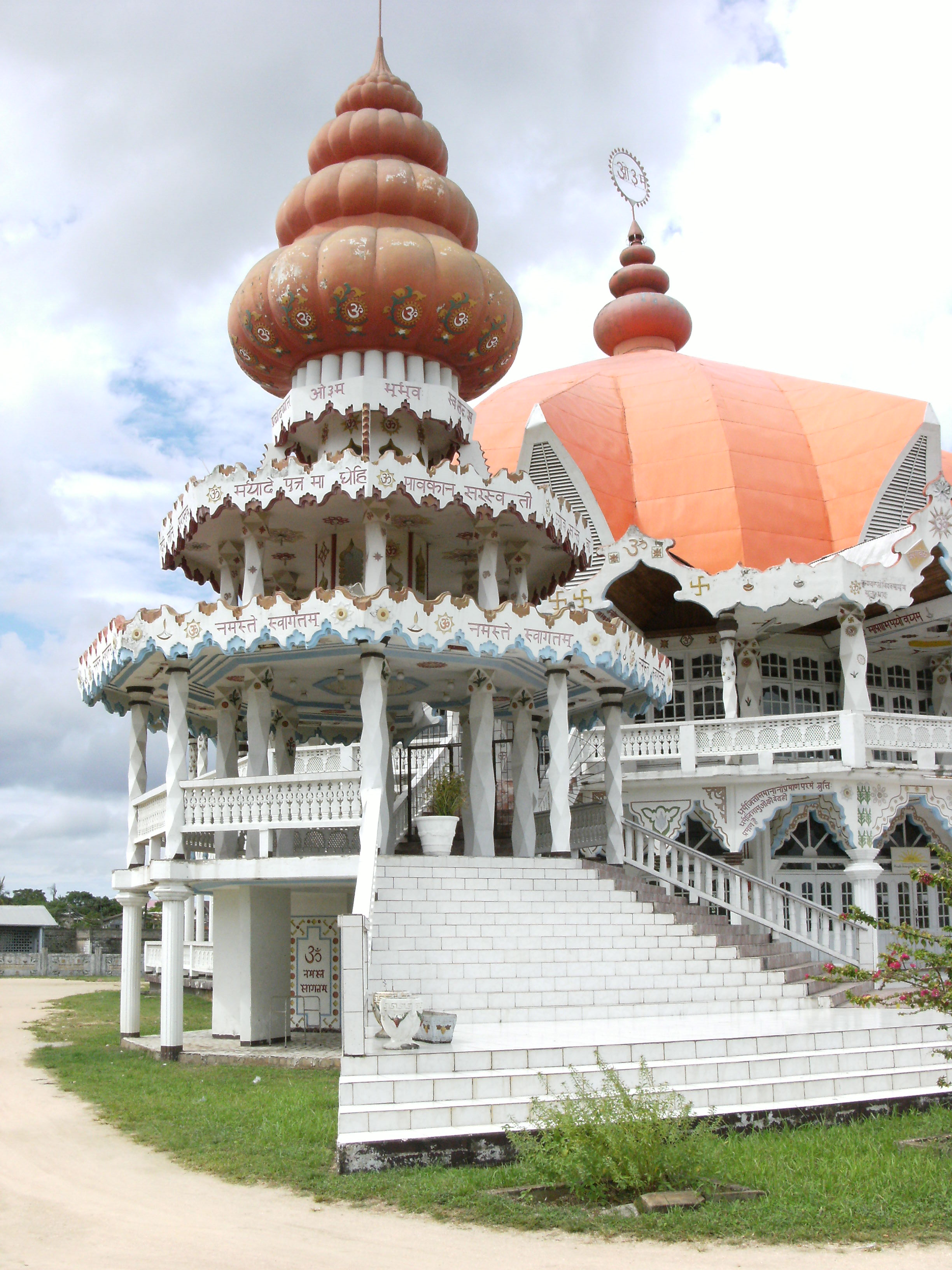
Un temple hindouiste à Paramaribo, au Suriname
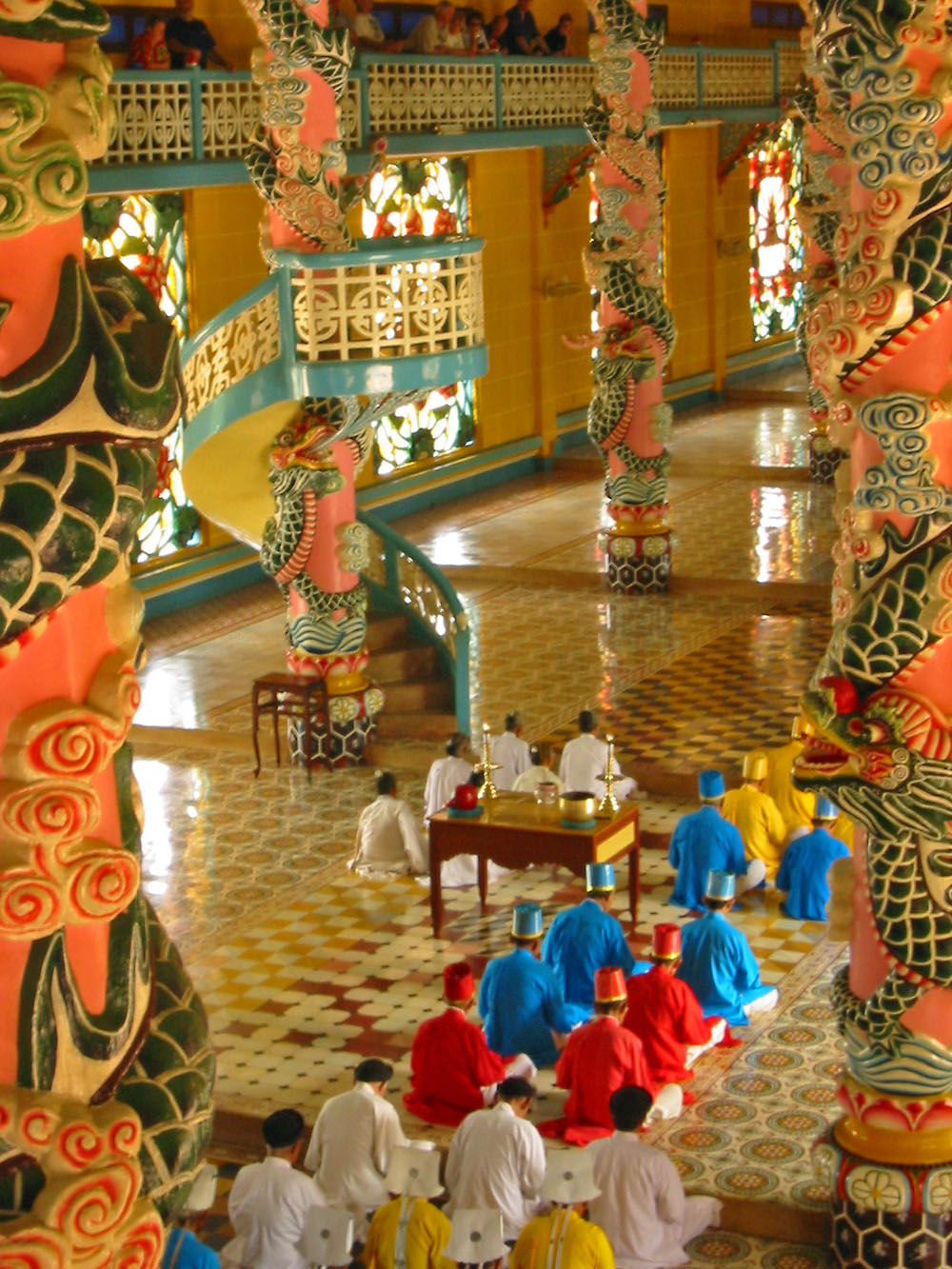
Caodaïsme en Vietnam, un exemple d'un lieu du culte
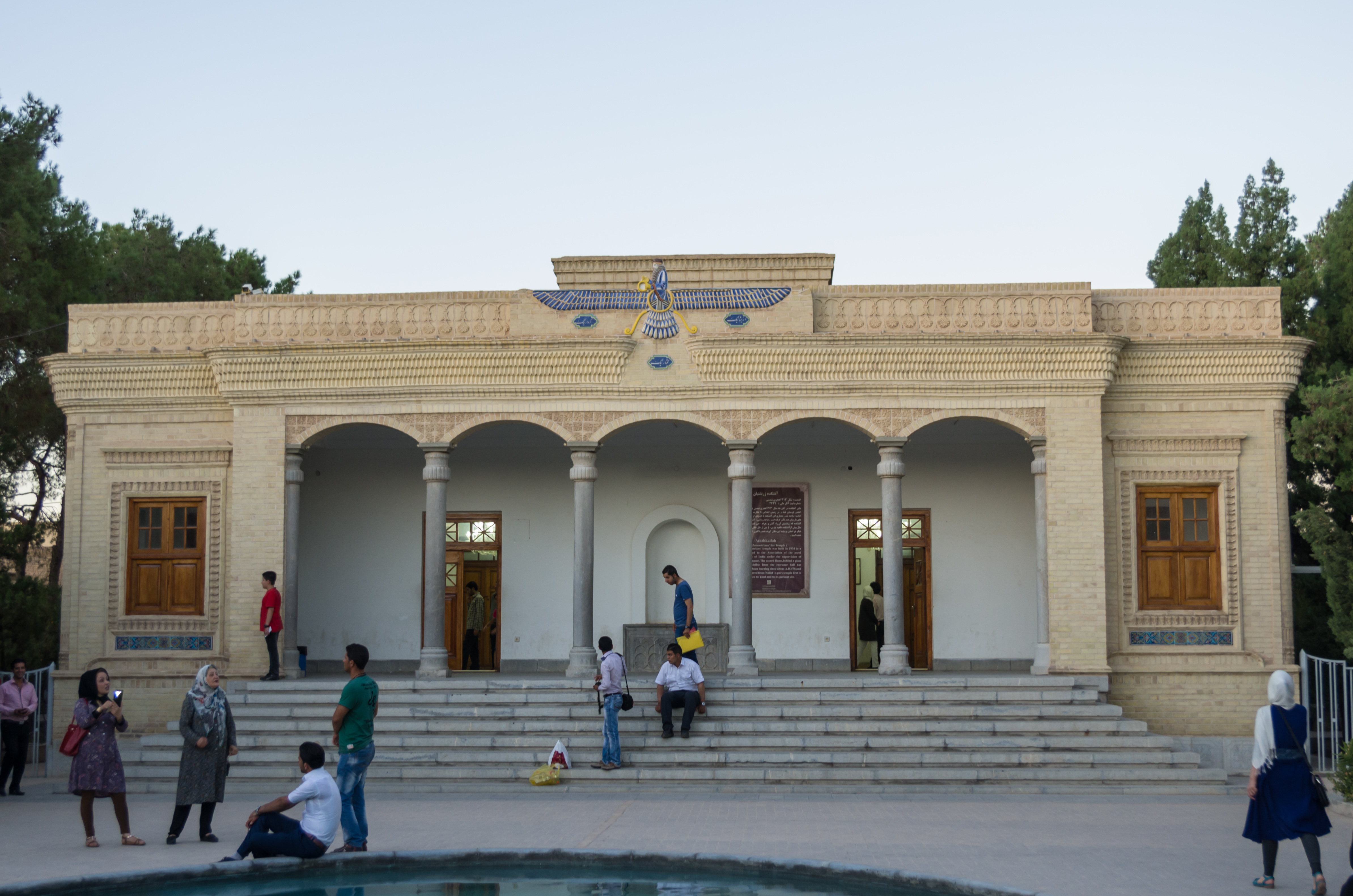
Temple zoroastrien de Yazd (Iran)
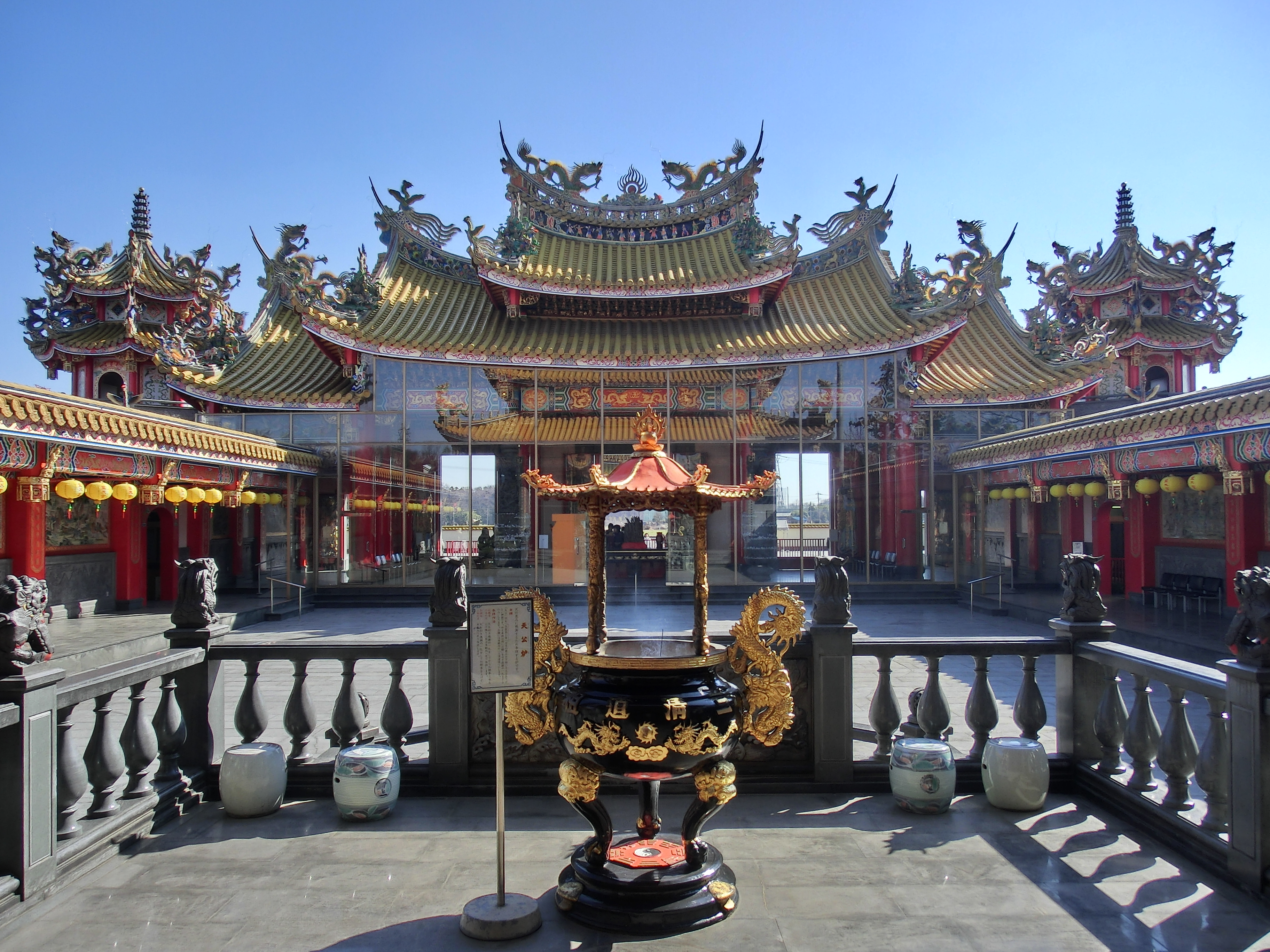
Le Sakado Seitenkyû